# Lincoln-Fort Rice (Dakota del Norte)
Lincoln-Fort Rice es un territorio no organizado ubicado en el condado de Burleigh, Dakota del Norte, Estados Unidos. Según el censo de 2020, tiene una población de 4466 habitantes.

## Geografía
Lincoln-Fort Rice se encuentra ubicado en las coordenadas 46°43′3″N 100°44′47″O / 46.71750, -100.74639. Según la Oficina del Censo de los Estados Unidos, Lincoln-Fort Rice tiene una superficie total de 67.03 km².

## Demografía
Según el censo de 2010, había 3850 personas residiendo en Lincoln-Fort Rice. La densidad de población era de 51,84 hab./km². De los 3850 habitantes, Lincoln-Fort Rice estaba compuesto por el 85.58% blancos, el 1.09% eran afroamericanos, el 11.43% eran amerindios, el 0.57% eran asiáticos, el 0.05% eran isleños del Pacífico, el 0.42% eran de otras razas y el 0.86% pertenecían a dos o más razas. Del total de la población el 1.3% eran hispanos o latinos de cualquier raza.